# Герінгсдорф
Герінгсдорф (нім. Heringsdorf) — громада в Німеччині, розташована на північно-східному Балтійському узбережжі острова Узедом,  в землі Мекленбург-Передня Померанія. Входить до складу району Передня Померанія-Грайфсвальд. Громада ділиться на 4-ри сільські округи.
Площа — 37,66 км2. Населення становить 8443 ос. (станом на 31 грудня 2020).